# Kasel-Golzig
Kasel-Golzig (baix sòrab: Kózle-Chółm) és un municipi alemany que pertany a l'estat de Brandenburg. Forma part de l'Amt Golßener Land. Comprèn els districte de Jetsch i Schiebsdorf.

## Evolució demogràfica
| Any  | Població |
| ---- | -------- |
| 1875 | 943      |
| 1890 | 934      |
| 1910 | 803      |
| 1925 | 961      |
| 1933 | 897      |
| 1939 | 840      |
| 1946 | 1 290    |
| 1950 | 1 232    |
| 1964 | 1 016    |
| 1971 | 1 003    |

| Any  | Població |
| ---- | -------- |
| 1981 | 915      |
| 1985 | 906      |
| 1989 | 859      |
| 1990 | 828      |
| 1991 | 808      |
| 1992 | 809      |
| 1993 | 800      |
| 1994 | 811      |
| 1995 | 803      |
| 1996 | 808      |

| Any  | Població |
| ---- | -------- |
| 1997 | 809      |
| 1998 | 826      |
| 1999 | 826      |
| 2000 | 834      |
| 2001 | 794      |
| 2002 | 780      |
| 2003 | 776      |
| 2004 | 791      |
| 2005 | 779      |
| 2006 | 772      |

| Any  | Població |
| ---- | -------- |
| 2007 | 779      |
| 2008 | 764      |
| 2009 | 746      |
| 2010 | 733      |
| 2011 | 748      |
| 2012 | 745      |
| 2013 | 685      |